# Gubbhögen
Gubbhögen är en by i Alanäs socken i  Strömsunds kommun i norra Jämtland.
Gubbhögen ligger vid sjön Flåsjön. Byn delas i en övre och en nedre del av länsväg 342, mellan Strömsund och Gäddede. Den hette under åren 1948–1985 Högbynäs.
Författaren Gustav Hedenvind-Eriksson kom från Gubbhögen, och i byn finns sedan 1998 en timmerkoja, Hedenvindkojan, som minnesmärke över honom.